# Båramo
Båramo är en kombiterminal nära Skillingaryd längs med järnvägslinjen Halmstad–Nässjö. Den togs i drift 2010 och därifrån körs containrar med tåg till Skandiahamnen i Göteborg. Redan 2008 lastades containrar på vagnar i Stödstorp några kilometer norr om Båramo. Första halvåret 2020 transporterades nästan 11000 containrar på fem eller sex tågpar i veckan. Massabruket Waggeryd Cell är en av kunderna.